# Tony Anselmo
Tony Anselmo (Salt Lake City, 18 februari 1960) is een Amerikaans Disney-animator en stemacteur. Hij is de huidige stem van Disneys beroemde personage Donald Duck.
Anselmo begon in 1980 als tekenaar voor Disney. Hij werkte aan animatiefilms zoals De Speurneuzen (1986), De kleine zeemeermin (1989), De Leeuwenkoning (1994), Tarzan (1999) en Piratenplaneet (2002).
Tijdens zijn werk als tekenaar leerde hij van Donald Ducks oorspronkelijke stemacteur Clarence 'Ducky' Nash hoe hij Donalds stem moest produceren. Toen Nash in 1985 overleed, nam Anselmo de stem van hem over. Hij verzorgde de stem in alle producties die sindsdien werden gemaakt.
Anselmo sprak ook enkele keren de stem in van Donalds neefjes Kwik, Kwek en Kwak. Normaliter leende Russi Taylor haar stem aan de drie, maar in tekenfilms waarin ze ouder zijn dan gewoonlijk wordt hun stem meestal verzorgd door Anselmo. Een voorbeeld hiervan is Mickey's Club. 
In 2023 is zijn stem te horen als Donald Duck in Once Upon a Studio.